# Acidente aéreo de Borja
Em 28 de fevereiro de 1984, um Hercules da Força Aérea dos Estados Unidos caiu na cidade saragoçana de Borja sendo o acidente de avião militar mais grave no território espanhol até hoje.

## Acidente
Por volta das 19h30 do dia 28 de fevereiro de 1984, a cerca de 10 quilômetros da cidade de Borja, um Lockheed C-130 Hercules da Força Aérea dos Estados Unidos, que procedia da Base Aérea de Frankfurt, e havia partido no meio da tarde da Base Aérea de Saragoça, iria praticar pára-quedismo na área. Uma mudança repentina de curso devido a uma tempestade de neve os levou a colidir com o topo de uma colina, a dois minutos do ponto de partida planejado.

### Tripulação e passageiros
18 pessoas estavam no avião: 17 eram soldados americanos, seis da tripulação, dez eram paraquedistas e um especialista em resgate, além de um capitão espanhol, convidado a observar a prática.

### Como foi o acidente
Por volta das 19h30, o Exército americano realizaria uma prática de paraquedismo em um avião Hercules que decolou da Base Aérea de Saragoça. 
Quando os pilotos viram a presença de uma montanha em seu caminho, tentaram evitar a montanha, mas já estavam no topo. Os pilotos enviaram os paraquedistas para pular no vazio, vendo a situação que surgia. Mas, embora uma porta estivesse aberta, os paraquedistas não puderam lançar-se. Os pilotos ficaram 30 metros depois de esquivar-se da montanha, mas, com a velocidade do avião (200 km/h), não puderam.
Quando a aeronave colidiu, dividiu-se em duas, deslizando as partes do avião pela floresta, deixando a cauda intacta e o restante do avião carbonizado.

### Busca e resgate do avião
O satélite start estava rastreando a área em busca dos destroços do avião, enviando seus sinais para o centro de Paracuellos de Jarama e o de Toulouse (França). À noite, tropas dos paraquedistas espanhóis e americanos, bem como da Cruz Vermelha e da Guarda Civil de Borja, começaram a procurar o avião. Alguns dos membros da pesquisa tiveram que ser transferidos para hospitais em Saragoça devido ao princípio de congelamento. Na manhã seguinte, o Hercules foi encontrado e foi confirmado que não havia sobreviventes. Tropas do Exército dos Estados Unidos levaram a caixa preta para enviar aos Estados Unidos para investigar o acidente.